# Syncarpha variegata
Syncarpha variegata là một loài thực vật có hoa trong họ Cúc. Loài này được (Berg.) B.Nord. miêu tả khoa học đầu tiên năm 1989.